# Папашвили, Гела
Гела Папашвили (груз. გელა პაპაშვილი, род.14 апреля 1969) — грузинский борец греко-римского стиля, призёр чемпионатов мира и Европы.

## Биография
Родился в 1969 году в Тбилиси. В 1993 году стал бронзовым призёром чемпионата Европы. В 1994 году завоевал бронзовую медаль чемпионата мира. В 1996 году принял участие в Олимпийских играх в Атланте, но занял там лишь 6-е место.